# Ференчук Василь Михайлович
Василь Михайлович Ференчук (1 січня 1919, село Тростянець, тепер Городоцького району Хмельницької області — ?) — український радянський діяч, машиніст врубової машини шахти № 9 імені Кагановича тресту «Куйбишеввугілля» комбінату «Сталінвугілля» Сталінської (Донецької) області. Депутат Верховної Ради СРСР 2-го скликання.

## Життєпис
Народився в селянській родині.
У 1939—1945 роках — в Червоній армії, учасник німецько-радянської війни. Служив командиром гармати 7-ї батареї 7-го гвардійського гарматного артилерійського полку 6-ї гвардійської гарматної артилерійської бригади 2-ї гвардійської артилерійської дивізії Резерву головного командування 4-го Українського фронту.
Член ВКП(б).
З 1945 року — машиніст врубової машини шахти № 9 імені Кагановича тресту «Куйбишеввугілля» комбінату «Сталінвугілля» Сталінської (Донецької) області.
Потім — на пенсії в місті Донецьку.

## Звання
- гвардії старший сержант

## Нагороди
- орден Вітчизняної війни І ст. (6.11.1985)
- орден Червоної Зірки (21.04.1944)
- медаль «За відвагу» (3.11.1943)
- медаль «За оборону Сталінграда»
- медалі